# Fronsac, Haute-Garonne
Fronsac är en kommun i departementet Haute-Garonne i regionen Occitanien i södra Frankrike. Kommunen ligger i kantonen Saint-Béat som tillhör arrondissementet Saint-Gaudens. År 2022 hade Fronsac 188 invånare.

## Befolkningsutveckling
Antalet invånare i kommunen Fronsac
Referens:INSEE